# Gnamptogenys magnifica
Gnamptogenys magnifica é uma espécie de formiga do gênero Gnamptogenys.